# Hélios Latchoumanaya
Hélios Latchoumanaya, né le 4 juin 2000 à Tarbes, est un judoka français handisport d'origine guadeloupéenne. Il pratique le judo  en catégorie J2 (anciennement B3 (mal-voyant avec une acuité visuelle de 2/60 jusqu'à 6/60)) dans les moins de 90 kilogrammes.

## Biographie
Après avoir obtenu un bac STMG et suivi un cursus Sport-étude à Bordeaux et à Toulouse, il intègre l'INSEP en 2018,. Il est licencié au club de l’AS Bourg-la-Reine.
En 2017, il remporte une médaille d'argent aux championnats d’Europe IBSA 2017 à Walsall (Royaume-Uni) et 2019 à Genève (Suisse); il remporte également en 2019 une médaille d'argent aux mondiaux de para-judo à Fort Wayne, aux États-Unis .
En juin 2021, il remporte le Grand Prix de Warwick et participe en août aux Jeux paralympiques de Tokyo : il remporte une médaille de bronze après avoir été battu par l'Iranien Vahid Nouri (en) en demi-finale mais en remportant sa petite finale face au Kazakh Amanzhol.
En 2022, il remporte le championnat d'Europe IBSA à Cagliari (Italie) au mois de septembre puis le championnat du monde à Bakou (Azerbaïdjan).
En 2023, il conserve son titre de champion d'Europe lors des Europeans Para Championships de Rotterdam ainsi que son titre mondial.
En 2024, il participe aux Jeux paralympiques de Paris, il remporte une médaille d’argent après avoir été battu par l’Ukrainien Oleksandr Nazarenko (en) en finale 

## Palmarès handisport

### Jeux paralympiques
- Jeux paralympiques d'été de 2020 à Tokyo
  -  Médaille de bronze en moins de 90 kg
- Jeux paralympiques d'été de 2024 à Paris
  -  Médaille d'argent en moins de 90 kg J2

## Décorations
- Chevalier de l'ordre national du Mérite le 8 septembre 2021[7]